# Краскер, Роберт
Роберт Краскер (англ. Robert Krasker; 13 августа 1913 — 16 августа 1981) — австралийский кинооператор. Лауреат премии «Оскар» в 1951 году за лучшую операторскую работу в фильме «Третий человек».

## Биография
Родился 13 августа 1913 года в городе Перт, Австралия. Учился в школе фотографии в Дрездене и в школе искусств в Париже. С 1934 года начал работать помощником оператора, дебютировав в качестве основного кинооператора на съемках фильма «Слабый пол».
В 1951 году стал лауреатом премии «Оскар» за лучшую операторскую работу в чёрно-белом фильме «Третий человек». Дважды становился лауреатом премии Британского общества кинооператоров, в 1954 году за фильм «Ромео и Джульетта» и в 1961 году за фильм «Эль Сид». В 1964 году был номинирован на премию BAFTA за лучшую операторскую работу в фильме «Бегущий человек».
Был одним из основателей Британского общества кинооператоров. В 1965 году ушёл на пенсию по состоянию здоровья, его последней полнометражной работой стал фильм «Капкан» вышедший в 1966 году.
Умер 16 августа 1981 года в Лондоне.

## Избранная фильмография
- 1943 — Слабый пол / The Gentle Sex (реж. Лесли Говард)
- 1944 — Генрих V / Henry V (реж. Лоренс Оливье)
- 1945 — Цезарь и Клеопатра / Caesar and Cleopatra (реж. Гэбриел Паскаль)
- 1945 — Короткая встреча / Brief Encounter (реж. Дэвид Лин)
- 1947 — Выбывший из игры / Odd Man Out (реж. Кэрол Рид)
- 1949 — Третий человек / The Third Man (реж. Кэрол Рид)
- 1951 — Яд другого человека / Another Man's Poison (реж. Ирвинг Раппер)
- 1954 — Чувство / Senso (реж. Лукино Висконти)
- 1954 — Ромео и Джульетта / Giulietta e Romeo (реж. Ренато Кастеллани)
- 1956 — Трапеция / Trapeze (реж. Кэрол Рид)
- 1956 — Александр Великий / Alexander the Great (реж. Роберт Россен)
- 1958 — Дилемма доктора / The Doctor’s Dilemma (реж. Энтони Асквит)
- 1958 — Тихий американец / The Quiet American (реж. Джозеф Л. Манкевич)
- 1961 — Эль Сид / El Cid (реж. Энтони Манн)
- 1963 — Бегущий человек[англ.] / The Running Man (реж. Кэрол Рид)
- 1964 — Падение Римской империи / The Fall Of The Roman Empire (реж. Энтони Манн)
- 1965 — Коллекционер / The Collector (реж. Уильям Уайлер)
- 1966 — Капкан[англ.] / The Trap (реж. Сидни Хайерс[англ.])